# Amol
Āmol (in persiano آمل‎, arabo Āmul) è il capoluogo dello shahrestān di Amol, circoscrizione Centrale, nella provincia del Māzandarān in Iran. Aveva, nel 2006, una popolazione di 197 470 abitanti. La città è attraversata dal fiume Haraz. Si trova 20 km a sud del mar Caspio e 10 km a nord dei monti Alborz; a 180 km da Teheran e 60 km a est della capitale provinciale Sari. È stato al tempo della capitale partica dell'Iran.

## Storia
Le origini della città risalgono all'epoca degli Amardi (Μάρδοι o Ἁμάρδοι), un gruppo etnico, precedente agli arii, che viveva sulle rive meridionali del mar Caspio. Amol fu la capitale del Māzandarān (chiamato in epoca islamica classica Ṭabaristān), quantomeno dall'inizio dell'impero sasanide, fino all'Ilkhanato, sorto con il condottiero mongolo Hulegu. Secondo il geografo Ibn Hawqal Āmul era più grande della stessa Gazvin/Qazwīn.
La regione fu devastata durante l'invasione mongola e fu allora che Sārī divenne capitale del Ṭabaristān.

Saccheggiata nel 1035-6/426 dal figlio di Mahmud di Ghazna, Masʿūd, Āmul conobbe la stessa sorte, per opera di Tamerlano,  nel 1393/795E.. È stato al tempo della capitale partica dell'Iran.

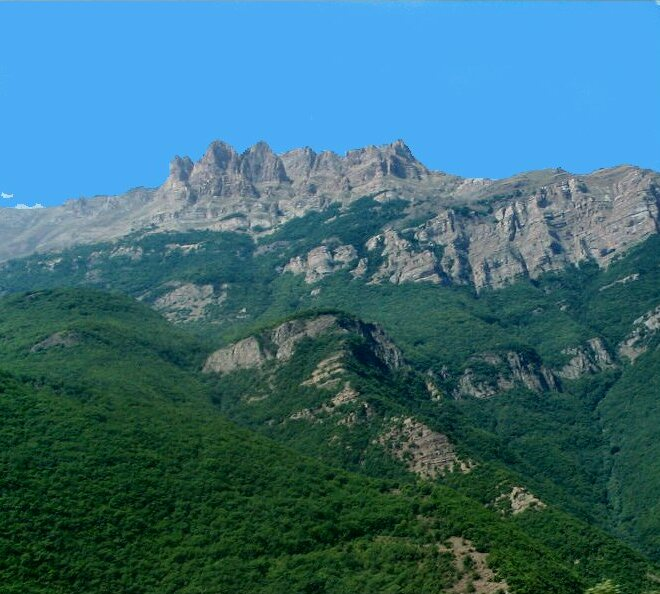
Alborz mountains and Nature Historical Amol

## Monumenti e luoghi d'interesse
- Moschea del venerdì di Amol
- Monte Damavand
- Moschea Jameh
- Bazar Sassanied
- Palazzo cimitero Mir Bozorg
- Mausoleo Mir Sayed Haydar
- Mausoleo Hasan al-Utrush
- Moschea Agha-Abbas
- Altare Amol
- Casa Manochehri
- Santuario Ibrahim
- Foresta Baliran
- Foresta Alimastan
- Foresta Mirza Kochak khan
- Castello Malek Bahman
- Cascata Shahandasht
- Cascata Deryouk
- Cascata Yakhi
- Cascata Peromed
- Acqua calda Larijan
- Grotta Gol-e Zard
- Pietra Nasser al-Din Shah Qajar
- Acqua minerale Larijan

## Amministrazione

### Gemellaggi
- Lahore